# سويطاء جبهية
سويطاء جبهية (الاسم العلمي: Neocallimastix frontalis) هي نوع من الفطريات تتبع جنس السويطاء من الفصيلة السويطية.